# 鶉駅

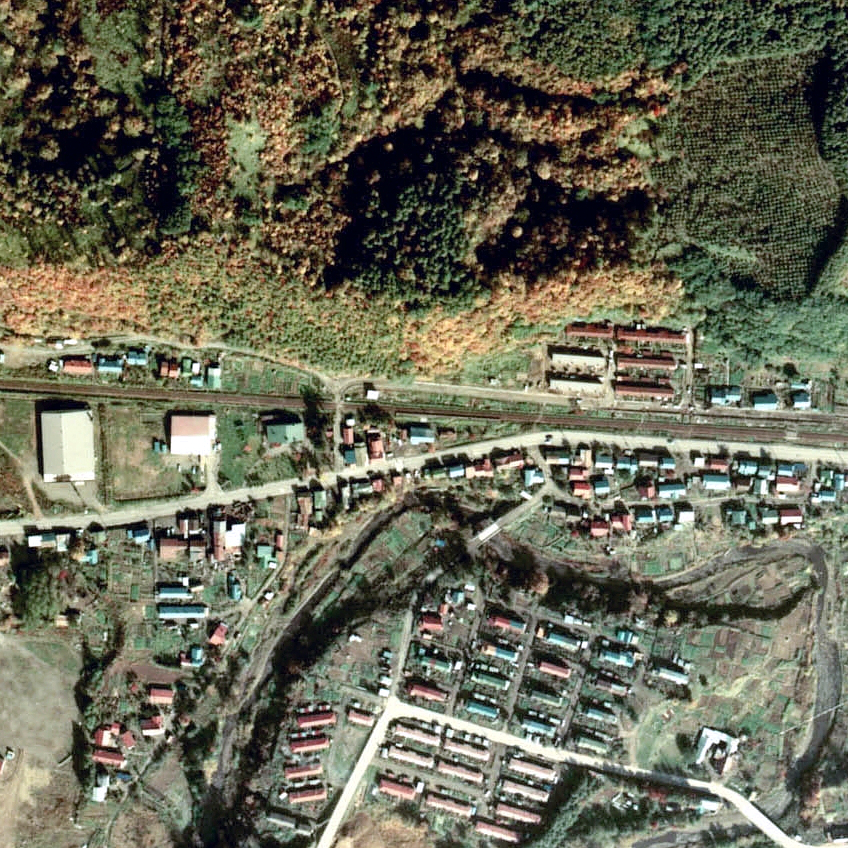
1976年の鶉駅と周囲500m範囲。左が砂川方面。

鶉駅（うずらえき）は、北海道空知郡上砂川町字鶉にあった北海道旅客鉄道（JR北海道）函館本線（上砂川支線）の駅（廃駅）である。電報略号はスラ。事務管理コードは▲130170。上砂川支線の廃線に伴い1994年（平成6年）5月16日に廃駅となった。

## 歴史
昭和21年7月に砂川町（当時は上砂川町成立前）が札幌鉄道管理局に対して上砂川-砂川間の中間駅設置を陳情。土地および建物を三井鉱山が寄付する条件で開設された。

### 年表
- 1948年（昭和23年）12月1日：国有鉄道函館本線（上砂川支線）の鶉仮乗降場（局設定）として開業[3]。
- 1953年（昭和28年）10月1日：駅に昇格。鶉駅となる。旅客・荷物取扱い開始[3]。
- 1959年（昭和34年）12月18日：荷物取扱いが一旦廃止[3]。
- 1962年（昭和37年）
  - 4月1日：業務委託化[3]。
  - 4月5日：荷物取扱い再開[3]。
- 1984年（昭和59年）
  - 2月1日：荷物取扱い廃止[3]。
  - 4月1日：無人化[3]。
- 1987年（昭和62年）4月1日：国鉄分割民営化によりJR北海道に継承[4]。
- 1994年（平成6年）5月16日：上砂川支線の廃線に伴い廃止となる[4]。

### 駅名の由来
当駅の所在する地名より。当地が福井県坂井郡鶉村（現在の福井市鶉）の出身者が中心となって入植・開拓されたことに由来する。

## 駅構造
廃止時点で、単式ホーム1面1線を有する地上駅であった。ホームは線路の南側（上砂川方面に向かって右手側）に存在した。
無人駅となっていたが、有人駅時代の木造駅舎が残っていた。駅舎は構内の南西側に位置し、線路よりも高台にありホーム中央部分から階段を上った。晩年は外壁を一部改修の上、使われなくなった事務室部分に喫茶店が入店していた。

## 利用状況
- 1981年度（昭和56年度）の1日乗降客数は25人[5]。
- 1992年度（平成4年度）の1日乗降客数は6人[6]。

## 駅周辺
下鶉駅よりさらに山が深まっていた。
- 北海道道115号芦別砂川線
- 上砂川鶉郵便局
- パンケウタシナイ川[5]
- 北海道中央バス「鶉本町」停留所

## 駅跡
駅舎がコーヒーハウスとなっていたが、1997年（平成9年）時点では店は廃業していた。2010年（平成22年）時点では外装材と窓の形状が改装された上で喫茶・スナックとなっている。

## 隣の駅
北海道旅客鉄道（JR北海道）
函館本線（上砂川支線）
下鶉駅 - 鶉駅 - 東鶉駅